# Akismet
Akismet oder Automattic Kismet ist ein Filterservice gegen Suchmaschinen-Spamming, der erstmals am 25. Oktober 2005 erschienen ist. Dieser wird von Automattic, einer Firma, die viele Hauptentwickler der Blog-Plattform WordPress beschäftigt, entwickelt. Akismet versucht Link-Spam und Trackback-Spam-Pings zu filtern. Hierbei erfasst der Filter Informationen über Spam auf allen teilnehmenden Blogs. Diese Informationen werden anschließend miteinander kombiniert und durch Spam-Schutzregeln ausgewertet. Wird hierbei ein Kommentar als Suchmaschinen-Spamming eingestuft, so wird dieser in eine Spamwarteschlange gespeichert und nach zwei Wochen automatisch gelöscht, sofern der Weblog-Betreiber diesen nicht innerhalb dieser Frist manuell aus der Spamwarteschlange befreit. Akismet schützte bisher WordPress-Blogs vor über 7,8 Milliarden Spam-Kommentaren und -Pings.
Akismet wurde ursprünglich als Plug-in für WordPress entwickelt. Ab Version 2.0 wird es zusammen mit WordPress ausgeliefert und ist standardmäßig bei allen Blogs, die auf WordPress.com gehostet sind, aktiviert. Der Akismet-Client ist unter der GPL als freie Software lizenziert. Hierbei ist zu beachten, dass der entscheidende Algorithmus im Code des Server-Programms nicht freigegeben wurde.
Die Benutzung von Akismet ist für Privatleute kostenlos. Um Akismet benutzen zu können, ist es notwendig, sich bei wordpress.com zu registrieren und einen API-Schlüssel in den Optionen des Plugins einzutragen.

## Datenschutzprobleme in Deutschland, Österreich und der Schweiz
Akismet untersucht einen Kommentar nach möglichem Spam. Um dies zu bewerkstelligen, muss dieser Spamschutz einige Daten zu einem Server in die USA übermitteln. Etwas Derartiges darf nur dann durchgeführt werden, wenn auf dieses Vorgehen in der Datenschutzerklärung explizit hingewiesen wird. Sollte diese fehlen, so muss das Plugin deaktiviert werden. Dieses Problem wurde inzwischen von heise Online bestätigt. Nachdem dieses Problem dem Team von WordPress Deutschland seit zwei Jahren bekannt war, wurde bei WordPress Deutschland ab dem 1. März 2011 eine Grundsatzdiskussion geführt. Ab Version 3.1.1. wird WordPress mit einer angepassten Sprachdatei ausgeliefert, welche beim Aktivieren von Akismet bei einer WordPress-Neuinstallation eine Warnmeldung ausgibt.

## Kritik
Viele Blogger beschweren sich darüber, dass ihre Kommentare von Akismet fehlerhaft als Spam markiert worden sind. Wurde ein Kommentator erst einmal als Spammer markiert, kann es schwierig werden, sich auf einem WordPress-Blog (welches Akismet als Filter benutzt) an einer Diskussion zu beteiligen, da Kommentare, die auf Freischaltung bzw. Löschung warten, von dem Blog-Betreiber durchaus übersehen werden können.

## Alternativen
Auf Grund der Datenschutzprobleme von Akismet im deutschsprachigen Raum werden im FAQ-Artikel von WordPress Deutschland Alternativen zu Akismet genannt. Von diesen Alternativen seien an dieser Stelle AntiSpam Bee, OOPSpam und Defensio erwähnt. Auch Plugins, die das Abgeben von Kommentaren erst nach dem Lösen eines Captchas ermöglichen, sind unter den Bloggern eine weit verbreitete Alternative.